# Combate de Paso de Cuevas
El combate de Paso de Cuevas, librado el 12 de agosto de 1865 entre la escuadra aliada argentino-brasilera y las fuerzas invasoras paraguayas en las costas de la provincia de Corrientes, fue la última operación de combate naval de la Armada Argentina en guerra con naciones extranjeras hasta la guerra de Malvinas.

## Combate del paso de Cuevas
Tras la batalla del Riachuelo del 11 de junio de 1865 y reparar lentamente sus averías al sur de esa posición, la escuadra aliada bajo mando brasileño mantuvo al igual que durante toda la guerra una actitud en extremo cautelosa y en vez de avanzar por el río Paraguay cortando las comunicaciones del ejército expedicionario paraguayo a las órdenes del general Wenceslao Robles, al tomar conocimiento de que las fuerzas paraguayas al mando de José María Bruguez armaban nuevas baterías río abajo, prefirió replegarse.
En la mañana del 18 de junio la escuadra hasta ese momento compuesta solo por buques brasileros y comandada por Francisco Manuel Barroso da Silva sufriento escasas pérdidas forzó la angostura a la altura de Mercedes en cuya barranca Bruguez había montado 36 cañones ocultos entre la espesura apoyados por 3000 infantes.
Mientras Barroso anclaba en el Chimbolar, Bruguez se movió con rapidez al sur de la posición brasilera montando sus cañones y sus 3000 hombres (parte del 2° regimiento de artillería y los batallones de infantería 20, 21 y 23) sobre las barrancas de Cuevas, cercano a Bella Vista (Corrientes), punto donde el canal del río se aproxima a la costa correntina. En una línea de media legua, ocultó sus piezas escalonadas a diferentes alturas dejando una batería de sólo cuatro cañones sobre la misma playa para atraer a sus adversarios y batir con tiro rasante a la altura de la línea de flotación de los buques. Bruguez contaba en total con 22 cañones de 4 a 18 libras agrupados en cuatro baterías y entre 8 y 10 coheteras a la Congrève.

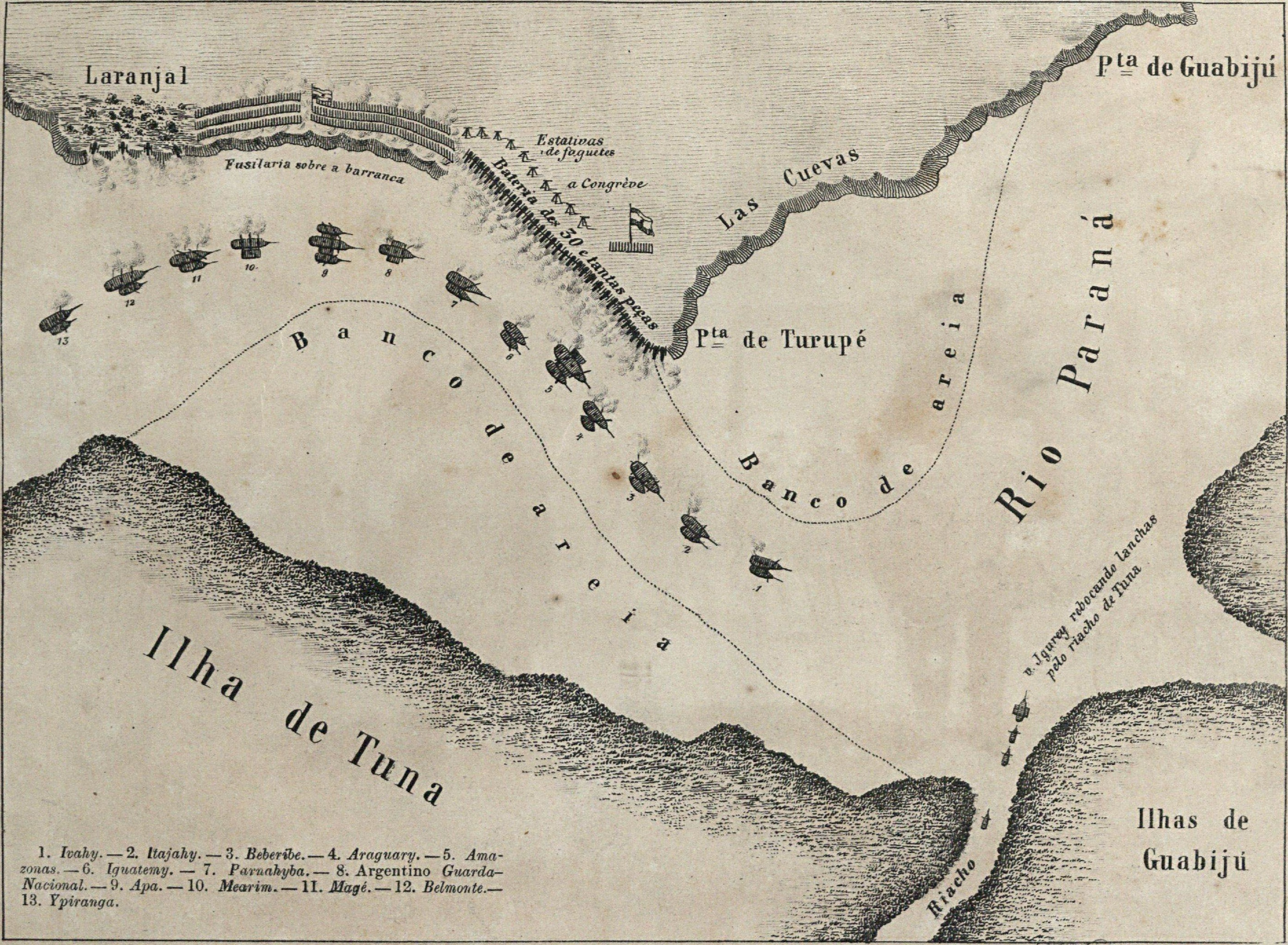
Plan del paso de la Escuadra brasileña por las barrancas de Turupi y Guabijú el 12 de agosto de 1865. Levantado y dibujado por A. L. von Hoonholtz (Suplemento da Semana Illustrada n.º 248, 1865).

Barroso tuvo noticias de que Bruguez había superado su posición por lo que resolvió correrse nuevamente al sur con su división, a la que se había incorporado el vapor de 11 cañones Guardia Nacional al mando directo de Luis Py y llevando la insignia del coronel José Murature.
A las 10 de la mañana del 12 de agosto, navegando a toda máquina, los 13 buques de la división aliada portando 60 cañones, con la cañonera Ivahy a vanguardia alcanzó la posición de Bruguez, quien ordenó hacer fuego ordenado sólo con la batería de la playa. Cuando toda la flota aliada entró en los sectores de fuego de sus baterías, estas iniciaron fuego a discreción infligiendo a los buques daños considerables.
Seguía al Ivahy, la Iguatemy, la corbeta Beberibe y la fragata Amazonas (Teotonio de Brito), insignia de Barroso.
Cada barco demoró en pasar a toda máquina alrededor de media hora recibiendo un promedio de 20 impactos cada uno de ellos, excepto el Amazonas que recibió 40 impactos teniendo sòlo un contuso y averìas menores en su palo mayor y trinquete. La situación del Guardia Nacional fue sin embargo diferente. El único buque argentino iba en la quinta posición de la línea aliada, inmediatamente después del Amazonas. Murature, para demostrar el valor de sus hombres, ordenó poner las máquinas a un cuarto de poder demorando el paso y durante tres cuartos de hora se cañoneó con las baterías paraguayas. En la proa a cargo de una coliza de bronce de a 16 se encontraba el subteniente Eliseo Correa. En el alcázar el teniente Jorge Hobson Lowry dirigía una pieza de hierro de a 32 y dos de a 18 y en la popa el teniente Erasmo Obligado dirigía dos cañones de hierro de a 18. La andanadda total del Guardia Nacional sumaba sólo 120 libras. El comandante de las baterías de estribor Clodomiro Urtubey pero sus baterías no tomarían parte de la acción.

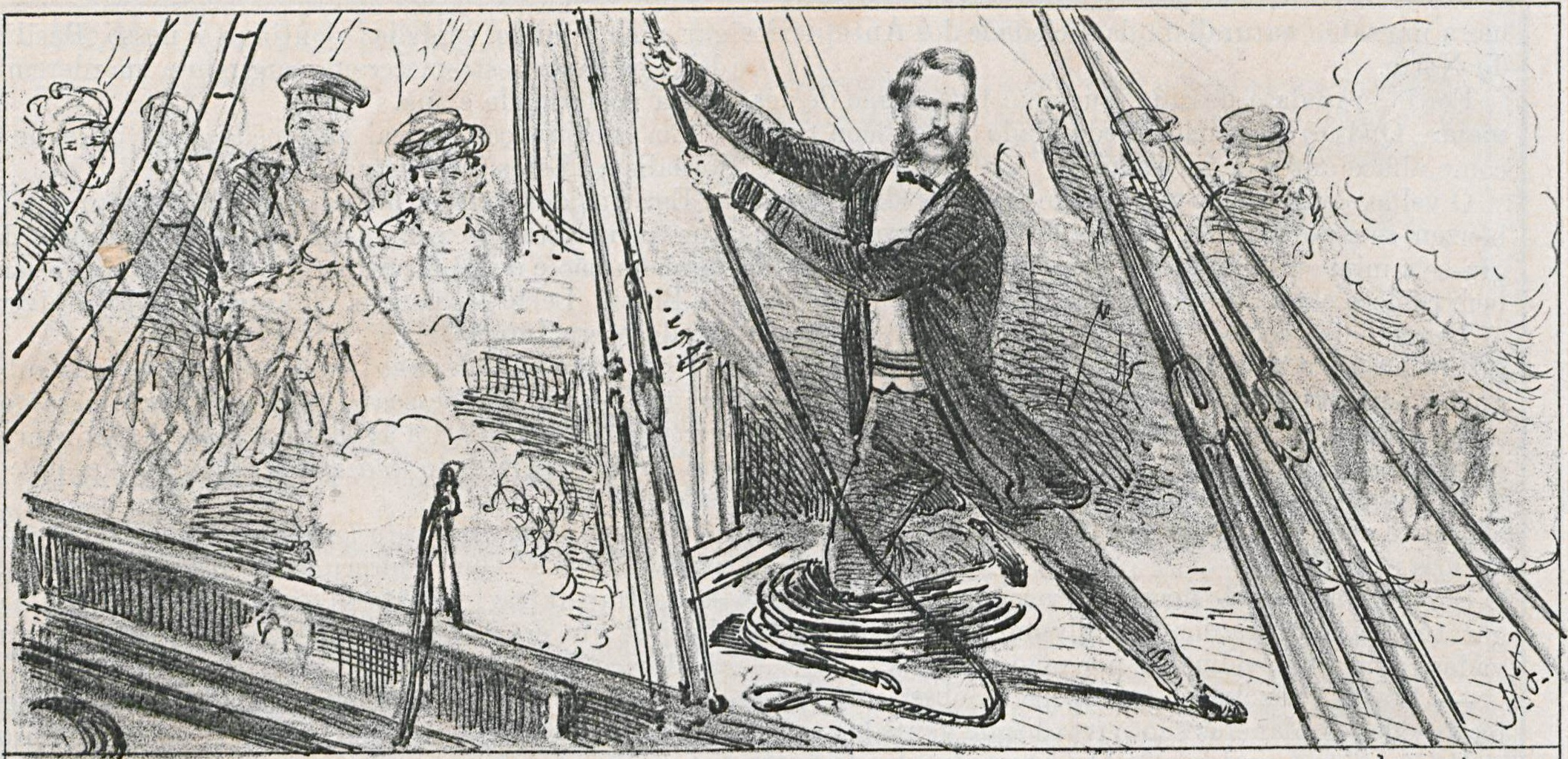
El primero teniente Fortunato Foster Vidal, secretario del capitán de mar y guerra Alvim, viendo al frente de la corbeta Beberibe inutilizable por una bala de Paraguayas baterías dirigidas a reparar el daño; y bajo el fuego vivo, le da sentido a la nave.

Tras efectuar 38 disparos y conseguir silenciar momentáneamente la batería de la playa, prosiguió su camino. 
Valor o bravata, el Guardia Nacional recibió el más sostenido y violento fuego de cañón, cohetería y fusil, saliendo con varios impactos en la línea de flotación, 5 muertos, incluyendo a los guardiamarinas Enrique Py, hijo del comandante del buque, y José Ferré, ayudante de Murature e hijo del gobernador de Corrientes Pedro Ferré, y 9 heridos entre ellos Clodomiro Urtubey.
Tras el Guardia Nacional encararon el paso a toda máquina la Araguary, la corbeta Parnahiba, el transporte Apa con dos naves menores a su costado, las cañoneras Magé, Itapahy, Mearim, la corbeta Belmonte y cerrando la marcha la cañonera Ipiranga.
Las bajas totales de las fuerzas aliadas sumaron 59 hombres, 21 muertos y 38 heridos, pese a que durante el paso sólo los artilleros permanecieron en cubierta.

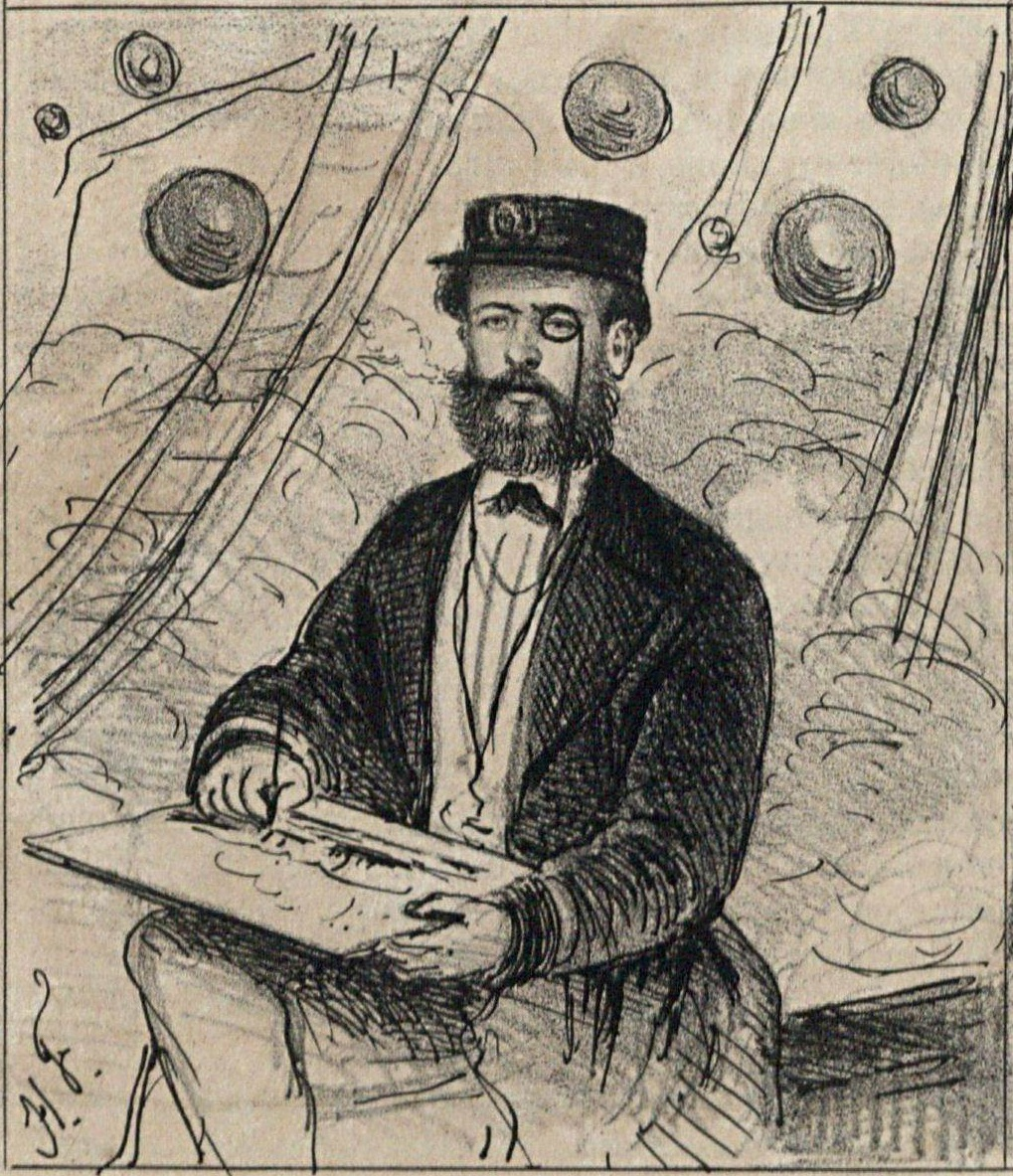
A. L. von Hoonholtz, comandante de la cañonera Araguary, pasando las baterías Cuevas y el dibujarlos.

Pese a las pérdidas el paso fue forzado con éxito. La división de Barroso ancló en el Rincón de Soto, cerca de Goya. Allí, el parte de Barroso hizo específica mención a la actuación del Guardia Nacional:

Este vapor pasó con toda bizarría, sin dejar de hacer fuego con toda su artillería, contestando así al que recibía, con lo cual me dejó muy satisfecho. Nuestros buques pasaron todos contestando el fuego hecho desde las baterías, cumpliendo en tal forma con su deber.
Francisco Manuel Barroso, Comando de la 1° División de la Escuadra del Brasil en el Río de la Plata. A bordo del vapor Amazonas, Rincón del Soto, 13 de agosto de 1865

En Rincón del Soto la escuadra imperial permaneció estacionada esperando el avance del ejército. La justificación era, nuevamente, no arriesgarse a ser cortada de sus bases. Esa larga inactividad, que contribuyó en gran medida a prolongar la sangrienta guerra, fue criticada incluso por los mismos brasileros, y en parte obedecía a una concepción de la armada no como una fuerza ofensiva sino como simple auxiliar de las operaciones terrestres. Probablemente, la experiencia de la campaña en el río Uruguay durante la guerra del Brasil con la Argentina que culminó en la desastrosa Batalla de Juncal también pesara en la obsesión de los mandos brasileros ante "El peligro de convertirse de bloqueadora en bloqueada".